# Vinicio Sabbatini
Vinicio Sabbatini (Foligno, 21 novembre 1925 – Bari, 1º settembre 2016) è stato un calciatore italiano, di ruolo centrocampista.

## Carriera
Interno, iniziò la carriera agonistica nel 1945 nella squadra della sua città natale, che allora militava in Serie C e tre anni dopo fu acquistato dall'AS Bari.
Con i biancorossi esordì in Serie A nella prima giornata della stagione 1948-1949, il 19 settembre 1948 contro il Milan (il Bari perse 0-2). Nel testo "90 Bari" lo storico barese Gianni Antonucci accenna alla prestazione di Sabbatini contro il grande Torino il 24 aprile 1949; il giocatore fu considerato dalla stampa il migliore in campo e premiato con una cassetta di arance (lo stesso centrocampista, sull'1-1, fallì di poco il goal del sorpasso). Giocò quindi tra i galletti per quattro stagioni consecutive, retrocedendo con essi fino alla IV Serie, nel 1952. Nella stessa estate fu ceduto al Pisa (in terza serie), ma venne riacquistato dal Bari l'anno dopo e con i pugliesi ottenne, nella stagione 1953-1954, la promozione in C e lo scudetto di IV Serie. Al termine di quella stagione fu venduto al Como.

## Palmarès

### Club

#### Competizioni nazionali
- Scudetto Dilettanti: 1

Bari: 1953-1954